# (11060) 1991 RA13
(11060) 1991 RA13 est un astéroïde de la ceinture principale d'astéroïdes découvert en 1991.

## Description
(11060) 1991 RA13 a été découvert le 10 septembre 1991 à l'observatoire Palomar, situé au nord de San Diego en Californie, par Henry E. Holt.

### Caractéristiques orbitales
L'orbite de cet astéroïde est caractérisée par un demi-grand axe de 2,72 ua, un périhélie de 2,29 ua, une excentricité de 0,16 et une inclinaison de 1,74° par rapport à l'écliptique. Du fait de ces caractéristiques, à savoir un demi-grand axe compris entre 2 et 3,2 ua et un périhélie supérieur à 1,666 ua, il est classé, selon la JPL Small-Body Database, comme objet de la ceinture principale d'astéroïdes.

### Caractéristiques physiques
(11060) 1991 RA13 a une magnitude absolue (H) de 13,9 et un albédo estimé à 0,000.